# روبرت هولتنر
روبرت هولتنر (بالألمانية: Robert Hültner)‏ Robert Hültner (ولد في 4 يونيو 1950 في إينتسل) هو كاتب روايات بوليسية ألماني.
عمل مساعد مخرج وكاتب سيناريو وكذلك مرمم أفلام تاريخية في المتحف السينمائي في ميونخ. نشر حتى الآن ست روايات بينها أربع روايات من سلسلة المفتش كاتيان. وتدور أحداثها في ميونخ أو في منطقة جبال الألب. بدأ في عام 2004 نشر سلسلة روايات بوليسية حول الضابط «تورك» Türk. يعيش الكاتب بين ميونخ وجنوب فرنسا.
حصل على عدة جوائز منها:
- جائزة الرواية البوليسية الألمانية لمرتين في عامي 1996 و 1998.
- جائزة فريدريش جلاوزر 1998.

## من رواياته
- فالشينج 1993
- المفتش كاتيان وقضية كوسلوفسكي 1995
- حارس الأشياء الثمينة 2001
- القبر النائم 2004
- هرب السنوات الوحشية 2005

## روابط خارجية
- روبرت هولتنر على موقع IMDb (الإنجليزية)
- روبرت هولتنر على موقع مونزينجر (الألمانية)
- روبرت هولتنر على موقع ألو سيني (الفرنسية)
- روبرت هولتنر على موقع ديسكوغز (الإنجليزية)
- روبرت هولتنر على موقع قاعدة بيانات الفيلم (الإنجليزية)
- روبرت هولتنر على موقع كينوبويسك (الروسية)